# Топологія ірраціонального схилу
Топологія ірраціонального схилу (англ. Irrational slope topology)  є прикладом гаусдорфової не цілком гаусдорфової не напіврегулярної, а також {\displaystyle \sigma }-компактої псевдокомпактної ліндельофової не слабко зліченно компактної топології.

## Визначення
Нехай {\displaystyle X=\{(x,y)|x,y\in \mathbb {Q} ,y\geq 0\}} та {\displaystyle \theta } — фіксоване ірраціональне число. Топологія ірраціонального схилу {\displaystyle \tau } на {\displaystyle X} породжується {\displaystyle \varepsilon }-околами {\displaystyle N_{\varepsilon }(x,y)=\{(x,y)\}\cup B_{\varepsilon }(x+y/\theta )\cup B_{\varepsilon }(x-y/\theta )}, де {\displaystyle B_{\varepsilon }(\zeta )=\{r\in \mathbb {Q} |r-\zeta <\varepsilon \}}. Кожен {\displaystyle N_{\varepsilon }(x,y)} складається з {\displaystyle \{(x,y)\}} та двох інтервалів на осі {\displaystyle x} з центрами в точках {\displaystyle x\pm y/\theta }. Лінії, що з'єднують ці точки з {\displaystyle (x,y)}, мають схил {\displaystyle \pm \theta }.

## Властивості
- {\displaystyle X} — гаусдорфів, бо {\displaystyle \theta } — ірраціональне, тому одночасно дві точки з {\displaystyle X} не можуть лежати на лінії зі схилом {\displaystyle \theta }, і якщо одна точка з {\displaystyle X} лежить на лінії зі схилом {\displaystyle \theta }, інша не може лежати на лінії зі схилом {\displaystyle -\theta }, що перетинає першу лінію в точці перетину з віссю {\displaystyle x}. Тому будь-які дві різні точки мають проектуватися (вздовж ліній зі схилом {\displaystyle \theta ,-\theta }) на різні пари ірраціональних точок на осі {\displaystyle x} з околами, що не перетинаються.
- Замикання кожного базового околу {\displaystyle N_{\varepsilon }(x,y)} містить об'єднання чотирьох смуг зі схилом {\displaystyle \pm \theta }, що виходять з {\displaystyle B_{\varepsilon }(x+y/\theta )} і {\displaystyle B_{\varepsilon }(x-y/\theta )}, оскільки кожна точка в кожному промені проектується в ірраціональне число на осі {\displaystyle x}, що лежить в {\displaystyle \varepsilon }-околі або точки {\displaystyle x+y/\theta }, або {\displaystyle x-y/\theta }, тому замикання кожних двох відкритих множин мусять перетинатися. Отже {\displaystyle (X,\tau )} не є {\displaystyle T_{2{\frac {1}{2}}}}, {\displaystyle T_{3}}, {\displaystyle T_{3{\frac {1}{2}}}}, {\displaystyle T_{4}}, {\displaystyle T_{5}}-простором.
- З того, що замикання кожного базового околу містить околи кожної точки в ромбі, утвореному перетином смуг, випливає, що кожна регулярна відкрита множина має містити такий ромб, і тому не може сформувати базу топології. Отже {\displaystyle (X,\tau )} не напіврегулярний.
- Оскільки замикання будь-яких двох відкритих множин має непорожній перетин, то {\displaystyle (X,\tau )} зв'язний. Отже, це зліченний зв'язний гаусдорфів простір. Але він не може бути лінійно зв'язним, бо якщо відображення {\displaystyle f:[0,1]\rightarrow X} неперервне, то {\displaystyle \{f^{-1}(p):p\in X\}} є зліченним набором неперетинних замкнених множин, що покривають {\displaystyle [0,1]}, а це неможливо.
- Кожна дійсна неперервна функція {\displaystyle f} на {\displaystyle (X,\tau )} є сталою, бо в іншому разі {\displaystyle f(X)} містило би дві неперетинні відкриті множини з неперетинними замиканнями. Прообрази тоді були б неперетинними відкритими множинами з неперетинними замиканнями, що неможливо. Тому {\displaystyle X} псевдокомпактний.
- Оскільки {\displaystyle X} злічений, і будь-яка точка {\displaystyle X} має зліченну базу системи околів, то {\displaystyle X} задовольняє другу аксіому зліченності, і тому має {\displaystyle \sigma }-локально скінченну базу. Але {\displaystyle X} не є {\displaystyle T_{3}}-простором, і тому не метризовний.
- {\displaystyle X} не є навіть слабко зліченно компактним, тому що послідовність цілих чисел на осі {\displaystyle x} не має границі.